# Валери Игнатов
Валери „Вал“ Игнатов е български ММА боец, първият подписал с най-голямата ММА организация в света – UFC.
Игнатов тренира с бъдещата ММА звезда Ник Диас през 1999 г. Същата година изиграва двата си мача в UFC, които губи срещу бъдещите шампиони на организацията Мат Хюз (UFC 19, 1999 г.) и Ивън Танър (UFC 22, 1999 г.) Има и една победа на събитието X Fights Promotions – War of the Heroes от 2010 г.